# Hans Kurz (Baumeister)

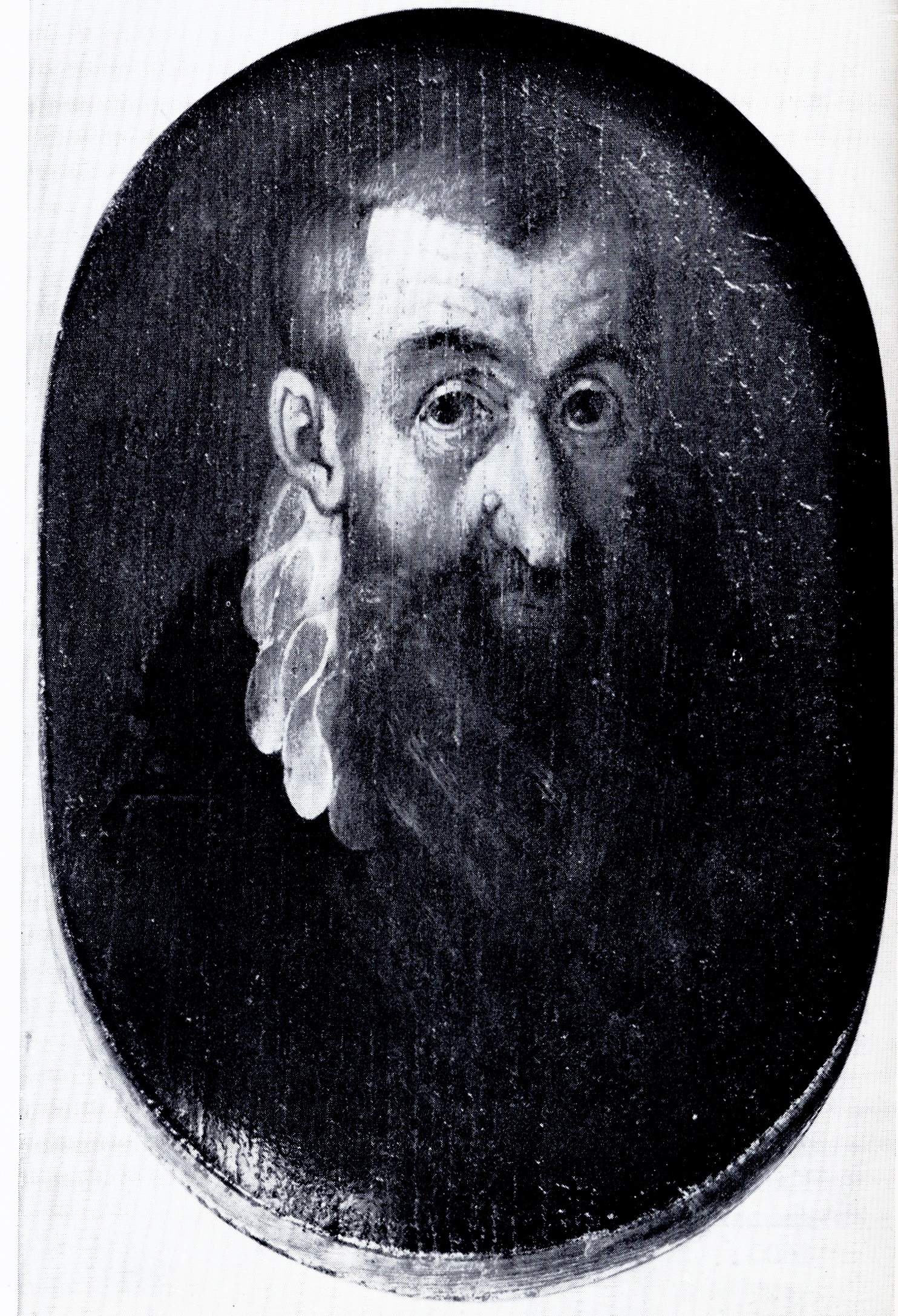
Hans Kurz (zeitgenössisches Bild um 1600)

Hans Kurz (* um 1550 in Memhölz, Fürststift Kempten; † 1608, nach anderen Quellen 1601 in Heilbronn; auch Hans Kurtz) war ein deutscher Baumeister zur Zeit der Renaissance.
Kurz arbeitete 1571 für den Deutschen Orden in Ellingen, wo er auch seine Frau Cordula heiratete. 1576 gelangte er nach Heilbronn und erhielt 1578 das Bürgerrecht. Von 1579 bis etwa 1600 baute er das Heilbronner Rathaus im Stil der Renaissance um und erweiterte es mehrfach. So entstand 1593 ein großer, später den Ratssaal enthaltender Nordflügel, der mit dem 1590 bis 1600 nach Nordosten entstandenen Komplex aus Neuer Kanzlei und Syndikatsgebäude einen gemeinsamen Innenhof umschloss. Kurz arbeitete an weiteren Heilbronner Bauten wie dem Barfüßerkloster und dem Bollwerksturm und wurde auch zu auswärtigen Schlossbauten berufen, darunter Stettenfels, Kirchberg an der Jagst und Döttingen am Kocher.